# Рипульєс
Рипульє́с — район (кумарка) Каталонії (кат. Ripollès). Столиця району — м. Риполь (кат. Ripoll).

## Муніципалітети
- Бальфугона-да-Рипульєс (кат. Vallfogona de Ripollès) — населення 221 особа;
- Білальйонґа-да-Те (кат. Vilallonga de Ter) — населення 437 осіб;
- Ґумбрен (кат. Gombrèn) — населення 229 осіб;
- Кампдабанул (кат. Campdevànol) — населення 3.432 особи;
- Кампеляс (кат. Campelles) — населення 114 осіб;
- Кампрудон (кат. Camprodon) — населення 2.446 осіб;
- Каралбс (кат. Queralbs) — населення 202 особи;
- Лас-Льосас (кат. Llosses, les) — населення 261 особа;
- Лянас (кат. Llanars) — населення 546 осіб;
- Мульо (кат. Molló) — населення 336 осіб;
- Пардінас (кат. Pardines) — населення 162 особи;
- Планолас (кат. Planoles) — населення 313 осіб;
- Рібас-да-Фразе (кат. Ribes de Freser) — населення 2.044 особи;
- Риполь (кат. Ripoll) — населення 10.762 особи;
- Сан-Жуан-да-лас-Абазесас (кат. Sant Joan de les Abadesses) — населення 3.621 особа;
- Сан-Пау-да-Сагуріас (кат. Sant Pau de Segúries) — населення 669 осіб;
- Сетказас (кат. Setcases) — населення 180 осіб;
- Тозас (кат. Toses) — населення 163 особи;
- Угаса (кат. Ogassa) — населення 262 особи.

## Зростання населення
| 1497 f | 1515 f | 1553 f | 1717   | 1787   | 1857   | 1877   | 1887   | 1900   | 1910   |
| ------ | ------ | ------ | ------ | ------ | ------ | ------ | ------ | ------ | ------ |
| 906    | 847    | 945    | 10.865 | 20.651 | 23.331 | 21.828 | 23.450 | 26.180 | 27.894 |

| 1920   | 1930   | 1940   | 1950   | 1960   | 1970   | 1981   | 1990   | 1992   | 1994   |
| ------ | ------ | ------ | ------ | ------ | ------ | ------ | ------ | ------ | ------ |
| 29.504 | 30.119 | 27.610 | 29.500 | 30.920 | 30.261 | 29.469 | 28.069 | 27.210 | 26.985 |

| 1996   | 1998   | 2000   | 2002   | 2004   | 2006   | 2008 | 2010 | 2012 | 2014 |
| ------ | ------ | ------ | ------ | ------ | ------ | ---- | ---- | ---- | ---- |
| 26.365 | 26.357 | 26.121 | 26.268 | 26.162 | 26.366 | -    | -    | -    | -    |